# Óceán az út végén
Az Óceán az út végén (angolul The Ocean at the End of the Lane) Neil Gaiman angol író 2013-ban megjelent regénye, mely 2014-ben elnyerte a legjobb fantasy regénynek járó Locus-díjat.

## Cselekmény
Mit tehet egy hétéves fiú, ha az addig nyugodt, vidéki életet megzavarja valami, ami nagyobb nemcsak nála, de az általa ismert felnőtteknél, sőt az általa ismert világnál is? Ami a világon túlról jött? Hirtelen elszakad a saját családjától, és egyetlen hely van ahová mehet, egy ház a földút végén. Ebben a házban három nő lakik, három nemzedék, nagymama, anya és lánya, akik sokat láttak és még többet tudnak. Ismerik a titkos utakat és lebegő járatokat, értik a halk szavakat és a néma igéket, jártak a földeken innen és a vizeken túl. Ők segíthetnek, csakhogy mint mindennek, a segítségnek ára van.

## Szereplők
Névtelen Narrátor: Nem tudni, hogyan kötődik a történethez, mivel nincs megnevezve. Ő meséli el a történetet a hétéves főszereplőről. A cikket olvasó bocsássa meg nekem, de ezúton a Narrátort és a főszereplőt egynek és ugyanannak tekintem, hogy egyszerűbb legyen a dolog. A főszereplő hétéves kisfiú sok emléke módosult fiatalkorában, amikre felnőttként másképp emlékszik. Barátjáról, a későbbiekben meghaló Lettie-ről úgy hiszi, elutazott Ausztráliába, mivel a Hempstock farm mögötti 'óceán', ami valójában az univerzum összes tudása, módosította az emlékeit, amikor beleugrott. A fiú mindig azt hitte, Lettie csak butáskodik, amikor az óceánról és az óhazáról beszél, de lassan megérti, hogy több rejtőzik a buta történet mögött, amikor egy más világokból jött lény - emberalakban - lesz a dadája, aki úgy látszik, képes irányítani az emberek elméjét
Lettie Hempstock: A fiúnál valamivel idősebb kislány, akivel ketten barátok lettek. Lettie a narrátor utcájában - annak is a legvégén lévő farmon - lakik édesanyjával és nagymamájával. Egy kacsaúsztatóról azt állítja, hogy egy óceán van benne, legelőször a fiú ezt butaságnak gondolja. A Hempstock 'család' furcsa körülmények között került a városba, állításuk szerint az óhazából (angolul old country) jöttek, ami feltehetően egy másik világ
Mrs. Hempstock: Lettie édesanyja
A legidősebb Mrs. Hempstock: Lettie nagymamája, ők hárman - mint három generáció - lakják az út végén lévő farmot. A legidősebb Mrs. Hempstock sokat tud a rejtélyes óceánról a kacsaúsztatóban, noha ez mindhármukra igaz, az már más kérdés, hogy hisznek-e nekik
Ursula Monkton: Egy nem evilági lény, eredeti formáját az emberi tudat alig bírja megemészteni. Szürke színű külseje olyan, mint egy ruhaanyag, tépett. Nagyméretű, a főszereplő egy szétszakadt sátorhoz hasonlítja. Két fekete szeme belemélyed a testébe, mint két lyuk. Emberi alakjában egy szép külsejű nő, akit Ursula Monktonnak hívnak és a főszereplő dadája lesz. A legidősebb Mrs. Hempstock Bolhának hívja, mivel olyan apró élősködőhöz hasonlítható, mint a bolha. Befurakodik egy világba és meghúzza magát. Az ő esetében, hogy ne gyanakodjanak rá, irányítani kezdi az emberek elméjét (közben kukac formában megcsípi a főszereplőt, hogy figyelni tudja), megadja a körülötte lévőknek, ami boldoggá teszi őket (pénzt ad mindenkinek), de ebből nagy baj lesz. Nem gonosz, csak nem találja a módját, hogyan tegye az otthonává az emberek világát, hogy ő is boldog lehessen. Végül felfalják őt az Éhmadarak
A Narrátor Apja: Ursula egyik áldozata, akinek elkezdi kontrollálni az elméjét, ezzel a főszereplő ellen hangolja őt
Éhmadarak (angolul hunger birds): Az emberek számára láthatatlan világok amolyan rendfenntartói. A legidősebb Mrs. Hempstock Élősdiknek nevezi őket, okkal. Ha egy világot veszély fenyeget, az Éhmadarak keselyűkként kapják el a veszélyes entitást és azonnal felfalják.

## Magyarul
- Óceán az út végén; ford. Pék Zoltán; Agave Könyvek, Bp., 2013
- Óceán az út végén felújított, illusztrált kiadás ford. Pék Zoltán; Agave Könyvek, Bp., 2020

## Díjak és jelölések
- 2013 The New York Times Best Seller list, #1 Hardcover Fiction
- 2013 National Book Awards (British), Book of the Year
- 2013 Nebula-díj, jelölés
- 2013 Goodreads Choice Awards, Fantasy
- 2014 Locus-díj a legjobb fantasy regénynek
- 2014 World Fantasy díj a legjobb regényért, jelölés